# Protium altissimum
Protium altissimum är en tvåhjärtbladig växtart som beskrevs av March.. Protium altissimum ingår i släktet Protium och familjen Burseraceae. Inga underarter finns listade i Catalogue of Life.